# Рыбкино (Костанайская область)
Рыбкино (каз. Рыбкин) — село в Карабалыкском районе Костанайской области Казахстана. Входит в состав Смирновского сельского округа. Находится примерно в 12 км к югу от районного центра, посёлка Карабалык. Код КАТО — 395059400.

## Население
В 1999 году население села составляло 315 человек (151 мужчина и 164 женщины). По данным переписи 2009 года, в селе проживало 235 человек (110 мужчин и 125 женщин).